# Speaking Louder Than Before
Speaking Louder Than Before é o quinto álbum de Jeremy Camp. O lançamento oficial foi no dia 25 de Novembro de 2008.

## Faixas
1. Slow Down Time - 04:34
2. Capture Me - 04:05
3. Speaking Louder Than Before - 03:26
4. There Will Be A Day - 04:39
5. I Know Who I Am - 03:38
6. I'm Alive - 03:50
7. You Will Be There - 03:43
8. Healing Hand Of God - 04:24
9. So In Love - 04:49
10. My Fortress - 04:20
11. Giving You All Control - 02:51
12. Surrender - 04:32